# Вальниця
Вальни́ця (заст. укр. підши́пник) — технічний пристрій, призначений для підтримування вала, закріплений на осі чи іншій конструкції у зафіксованому розташунку, що забезпечує обертання, хитання чи гойдання або лінійне переміщення з найменшим опором, а також для сприйняття й передавання навантаження на інші частини конструкції.

## Термінологія

Вальниця кочення з нерухомим зовнішнім кільцем

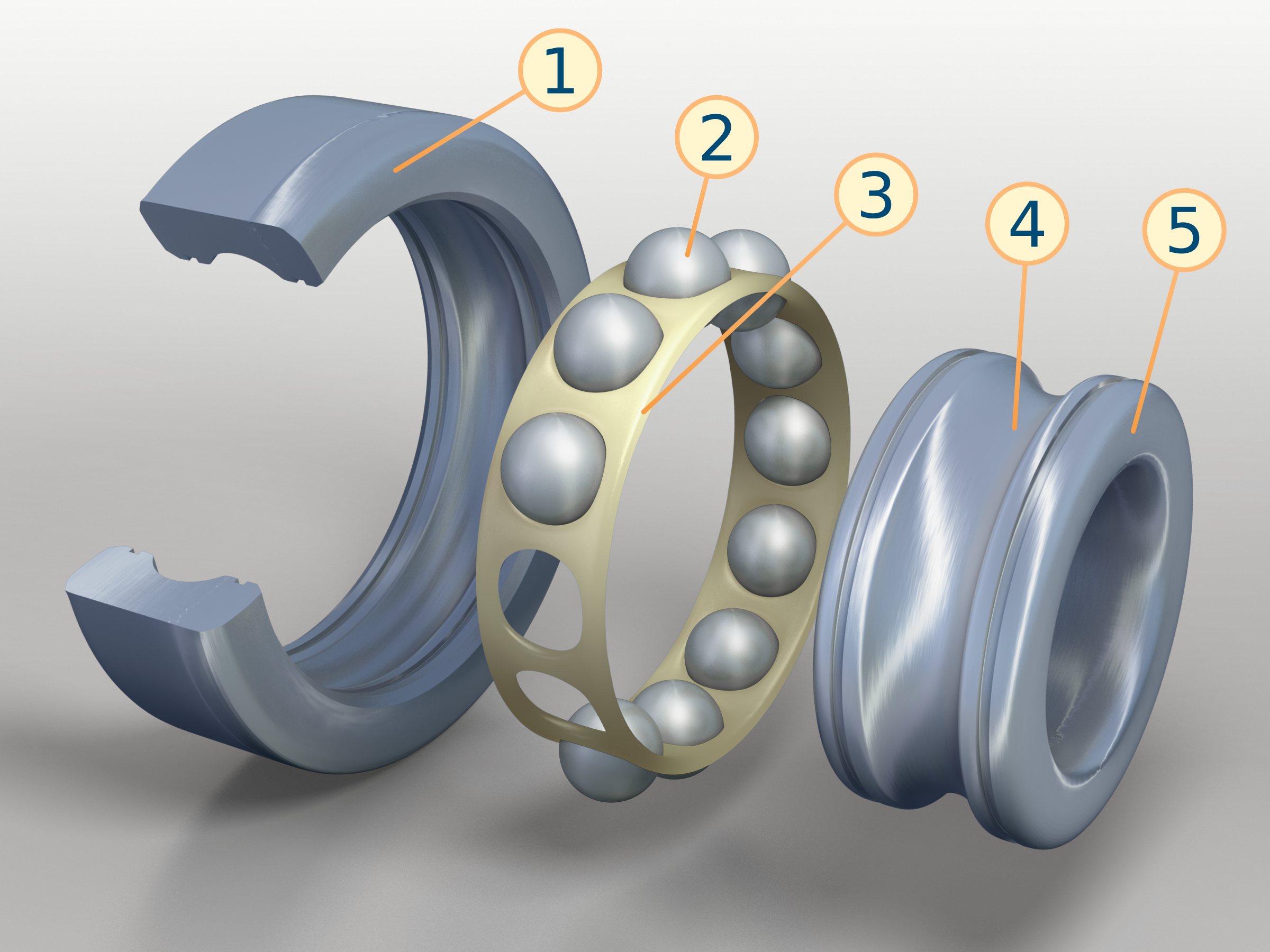
Типова будова кулькової вальниці кочення:
1. Зовнішнє кільце;
2. Тіло кочення;
3. Сепаратор;
4. Канавка;
5. Внутрішнє кільце.

Згідно з Словарем української мови Б. Д. Грінченка, в XIX столітті валницею називали опору для вала млина. У «Словнику техничної
термінології» М. і Л. Дарморосів 1926 р. валниця вже ужите для перекладу рос. подшипник, а «Словник технічної термінології» під редакцією І. Шелудька і
Т. Садовського 1928 року теж уживає цей термін, наводячи його в сучасній формі вальниця.
До 2003 року у конструкторській документації вживали термін «підшипник», який було визначено як недопустимий у ДСТУ 3321-2003. З огляду на це дублетний термін підшипник — застарілий. Тому слід уживати термін вальниця.
На 2023 рік ДП «УкрНДНЦ» не визначився з тим, який саме термін слід уживати. Діє 22 стандарти, що вживають термін вальниця та 22 стандарти, що вживають термін підшипник.

## Види вальниць
Основні типи вальниць:
- вальниці кочення — працюють на принципі тертя кочення;
- вальниці ковзання — працюють на принципі тертя ковзання;
- Вальниці, що ґрунтуються на в'язкому терті;
  - газостатичні вальниці;
  - газодинамічні вальниці;
  - гідростатичні вальниці;
  - гідродинамічні вальниці;
- магнітні вальниці — користають з магнітного поля.

Основні типи, які вживано в машинобудуванні — це вальниці кочення й вальниці ковзання.